# Lonesome Jim
Lonesome Jim é um filme estadunidense de 2005, do gênero comédia dramática, dirigido por Steve Buscemi. O filme foi lançado no Sundance Film Festival de 2005, sendo nomeado ao prêmio do Grande Júri porém perdeu para Forty Shades of Blue de Ira Sachs.

## Sinopse
Depois da frustrada tentativa de morar sozinho em Nova Iorque, Jim (Casey Affleck) retorna à cidade natal, em Indiana, onde é forçado a voltar para a casa dos pais e dar de cara com a realidade que um dia o fez ir embora da cidade. Sua vida melhora um pouco quando conhece a enfermeira Anika (Liv Tyler) e seu filho. Jim, então, aprende lentamente como continuar seu caminho sem deixar todos para trás.[carece de fontes?]

## Elenco
- Casey Affleck - Jim
- Liv Tyler - Anika
- Kevin Corrigan - Tim
- Mary Kay Place - Sally
- Seymour Cassel - Don
- Mark Boone Jr. - Stacy
- Jack Rovello - Ben